# Ronde van Małopolska
De Ronde van Małopolska (Pools: Małopolski Wyścig Górski) is een meerdaagse wielerwedstrijd in Polen. De ronde wordt al sinds 1961 verreden. In 2005 werd de Ronde van Małopolska toegevoegd aan de UCI Europe Tour in categorie 2.2. Zbigniew Piątek is recordhouder van het aantal eindoverwinningen (1989, 1998 en 2001).

## Meervoudige winnaars
| Zeges | Renner             | Jaren            |
| ----- | ------------------ | ---------------- |
| 3     | Zbigniew Piątek    | 1989, 1998, 2001 |
| 2     | Marian Forma       | 1965, 1968       |
| 2     | Ryszard Szurkowski | 1974, 1977       |
| 2     | Roman Cieślak      | 1980, 1983       |
| 2     | Tomasz Brożyna     | 1955, 1999       |
| 2     | Cezary Zamana      | 2003, 2005       |
| 2     | Marek Rutkiewicz   | 2006, 2012       |

## Overwinningen per land
| Zeges | Land                                                      |
| ----- | --------------------------------------------------------- |
| 52    | Polen                                                     |
| 3     | Tsjechië                                                  |
| 2     | Duitsland                                                 |
| 1     | Hongarije, Italië, Letland Oostenrijk, Portugal, Slovenië |